# Museo civico archeologico Paolo Vagliasindi
Il museo civico "Paolo Vagliasindi" è un museo archeologico di Randazzo (provincia di Catania).
Il museo è ospitato nel Castello "ex carcere", un torrione inserito nelle mura cittadine, che venne utilizzato come prigione tra il XVII secolo e il 1973. Precedentemente la sede era stata quella del Palazzo Vagliasindi, danneggiato da un bombardamento della seconda guerra mondiale nel 1943.
Il museo raccoglie reperti del VI-IV secolo a.C., provenienti dalla collezione ottocentesca di Paolo Vagliasindi, rinvenuti per la maggior parte nella contrada Sant'Anastasia di Randazzo. Altri oggetti vennero riportati alla luce nella stessa località dagli scavi di Antonino Salinas (1898-1899) e di Paolo Orsi (1904). Tra questi spicca l'Oinochoe Vagliasindi, una tipologia di brocca attica a figure rosse, sulla quale è raffigurato il raro mito delle Arpie che infastidiscono il re cieco Fineo e vengono punite dai Borea (Zete e Calaide).

## Percorso museale

### Sala Phitoi
Al piano terra c'è la Sala "de li crozzi" con due pithoi: uno risale all'età preistorica mentre l'altro è di età greca, come suggerisce un'iscrizione in caratteri greci presente sul corpo del vaso.

### Sala Oinochoe Vagliasindi
Qui è esposto l'omonimo vaso a figure rosse con il mito delle Arpie che tormentano il re Fineo. Le vetrine contengono oggetti e utensili in bronzo e una collezione numismatica con monete che vanno dall'età greca al periodo borbonico.

### Sala Ionica
Sono presenti dei balsamari a forma di animali, come un centauro, una colomba e alcuni topolini decorati con tralci d'edera. Nelle altre vetrine ci sono reperti di fabbrica ionica, corinzia e alcune kotylai miniaturistiche e fenicie. Sono presenti inoltre una collana in pasta vitrea di trentatré vaghi e un piccolo aryballos in faience, entrambi di origine fenicia.

### Sala Ceramica Nera
Sono presenti molte ceramiche: gli skyphoi, le pissidi con coperchio, i gutti con lunghi beccucci e utilizzati come poppatoi, le coppette, le lekythoi di uso funerario. Questi oggetti costituiscono un vasto repertorio di forme legate alla vita quotidiana e al simposio.

### Sala Attica Figurata
Le vetrine contengono alcune lekythoi, quattro pissidi con vernice lucida, due oinochoai a testa femminile e altre lekythoi più piccole. La maggior parte di questi vasi sono decorati con motivi vegetali, scene tratte dalla mitologia greca e scene di vita quotidiana: è certamente un esempio l'hydria del pittore di Phiale sulla quale è rappresentato l'inseguimento tra Teseo ed Elena. Sono presenti anche delle lekythoi decorate con la tecnica a fondo bianco, di destinazione funeraria.

### Sala Ellenistica
Sono conservate ceramiche proto-siceliote ed ellenistiche. Nelle prime vetrine sono esposti i vasi con decorazione figurata, mentre nelle successive si trovano esemplari di ceramica nera con motivi decorativi a stampo. Sono esposte statuette in terracotta di età ellenistica ed altri oggetti della vita quotidiana: alcuni pesi da telaio, due oscilla in pietra e tre astragali.